# L'amore e la violenza - Vol. 2
| Recensione           | Giudizio |
| -------------------- | -------- |
| Deer Waves           |          |
| Il Mucchio Selvaggio |          |
| Ondarock             |          |
| Rockol               |          |

L'amore e la violenza - Vol. 2 (sottotitolato Dodici nuovi pezzi facili) è l'ottavo album in studio del gruppo musicale italiano Baustelle, pubblicato il 23 marzo 2018.

## Descrizione
Il disco rappresenta un seguito del precedente album L'amore e la violenza, uscito nel gennaio 2017. 
L'annuncio della pubblicazione del disco è stato dato il 25 gennaio 2018 tramite un breve video dallo stile dei film horror anni '70.
Il 13 febbraio seguente, tramite un altro breve video, il trio annuncia la data di uscita del disco L'amore e la violenza - Vol. 2, che è il 23 marzo 2018. L'album, prodotto artisticamente da Francesco Bianconi e mixato da Pino "Pinaxa" Pischetola, è composto da dodici brani che già dal trailer di presentazione vengono definiti "dodici nuovi pezzi facili". Musicalmente, si presenta come una naturale prosecuzione del suo predecessore, continuando sul solco del synth pop, ma (a detta dei diretti interessati) si fa maggiore uso di chitarre elettriche. La struttura dei brani diviene più dilatata, grazie a svariate aperture strumentali, che in alcuni momenti avvicinano le sonorità alla musica psichedelica o al progressive rock. 
Il 22 febbraio il gruppo pubblica la copertina e la tracklist ufficiale dell'album e annuncia contestualmente il titolo del primo singolo estratto da esso, Veronica, n.2. La copertina è un'opera fotografica di Gianluca Moro e vede raffigurate le stesse due protagoniste della copertina de L'amore e la violenza, la musicista Francesca Pizzo e l'attrice Anna Terio. Il brano Veronica, n.2, già eseguito dal vivo dal gruppo in alcune tappe del tour intrapreso nel 2017, viene reso disponibile sulle piattaforme digitali e streaming il 2 marzo 2018.
Il brano Caraibi è stato scritto ai tempi del Sussidiario illustrato della giovinezza, primo album del gruppo uscito nel 2000, ed è stato riarrangiato per essere inserito in questo disco. La canzone Il minotauro di Borges è ispirata a partire dal racconto La casa di Asterione di Jorge Luis Borges (1949). Inoltre la traccia L'amore è negativo è ispirata al libro Eros in agonia di Byung-Chul Han. La voce della bambina che apre brevemente in inglese la canzone Lei malgrado te è di Anna Bianconi, figlia di Francesco.
Il disco pubblicato in formato vinile 33⅓  giri/min dal peso di 180g, è disponibile in edizioni limitata con tiratura di 3500 copie numerate.

## Tracce
Testi di Francesco Bianconi, eccetto tracce 3 e 5 (Francesco Bianconi e Giuseppe Rinaldi).
1. Violenza – 4:54 (musica: Francesco Bianconi)
2. Veronica, n.2 – 3:50 (musica: Francesco Bianconi)
3. Lei malgrado te – 4:33 (musica: Francesco Bianconi, Giuseppe Rinaldi)
4. Jesse James e Billy Kid – 3:59 (musica: Francesco Bianconi, Claudio Brasini)
5. A proposito di lei – 4:01 (musica: Francesco Bianconi, Giuseppe Rinaldi)
6. La musica elettronica – 4:13 (musica: Francesco Bianconi)
7. Baby – 3:49 (musica: Francesco Bianconi)
8. Tazebao – 3:53 (musica: Francesco Bianconi, Claudio Brasini)
9. L'amore è negativo – 5:12 (musica: Francesco Bianconi)
10. Perdere Giovanna – 3:48 (musica: Francesco Bianconi, Claudio Brasini)
11. Caraibi – 4:36 (musica: Francesco Bianconi)
12. Il minotauro di Borges – 5:52 (musica: Francesco Bianconi, Diego Palazzo)

## Crediti

### Gruppo
- Francesco Bianconi: voce, campionamenti, sintetizzatore, battito di mani
- Rachele Bastreghi: voce, cori, mellotron, organo, pianoforte, piano elettrico, sintetizzatore

- Claudio Brasini: chitarra elettrica

### Altri musicisti
- Andrea Faccioli: chitarra acustica, chitarra elettrica, lap steel guitar
- Diego Palazzo: mellotron, cori
- Alessandro Maiorino: basso
- Sebastiano De Gennaro: percussioni, vibrafono, marimba, timpani
- Ettore Bianconi: campionamenti
- Ivan A. Rossi: sintetizzatore
- Daniele Richiedei: viola, violino
- Marco Tagliola: effetti [14]

## Classifiche
| Classifiche (2018) | Posizione massima |
| ------------------ | ----------------- |
| Italia             | 4                 |